# Луций Пупий
Лу́ций Пу́пий (лат. Lucius Pupius; III—II века до н. э.) — римский политический деятель из плебейского рода Пупиев, претор 183 года до н. э. Во время претуры занимался расследованием дела о вакханалиях, в 154 году до н. э., возможно, был одним из послов к лигурам.

## Биография
Луций Пупий принадлежал к плебейскому роду, который впервые упоминается в связи с событиями V века до н. э. Однако возвышение Пупиев началось не раньше времён Второй Пунической войны, и Луций оказался первым претором из этой семьи.
Первое упоминание о Луции Пупии в сохранившихся источниках относится к 185 году до н. э., когда он занимал должность плебейского эдила. В следующем году Луций решил баллотироваться на пост городского претора (praetor urbanus), освободившийся раньше срока из-за смерти Гая Децимия Флава. Развернулась ожесточённая борьба между четырьмя соискателями: Луцием Пупием, его коллегой по эдилитету Гнеем Сицинием, Квинтом Фульвием Флакком и фламином Юпитера Гаем Валерием Флакком. Страсти достигли такого накала, что сенат решил оказаться от выборов претора-суффекта; при этом Тит Ливий отмечает, что у Пупия и Сициния в любом случае не было шансов на избрание.
Вскоре Луций выдвинул кандидатуру в преторы на следующий год (183 год до н. э.) и на этот раз оказался в числе победителей, но получил не самый престижный пост в коллегии: ему выпало управлять Апулией. Там он занимался расследованием дела о вакханалиях. Многие сторонники оргиастического культа, которых начали преследовать в столице, обвиняя в заговоре, убийствах и разврате, бежали в Апулию, так что претору пришлось заниматься их поисками и допросами. Пупий в этом не преуспел. В начале 182 года до н. э. сенат прислал ему преемника, Квинта Дурония, получившего наказ: «искоренить это зло, чтобы оно ещё раз не расползлось».
После претуры политическая карьера Луция не продолжилась: консулом он так и не стал. Возможно, он ещё раз упоминается в источниках. Полибий называет некоего Луция Пупия, Фламиния и Марка Попиллия Лената участниками посольства, направленного в 154 году до н. э. к лигурам-лигистинам, на чьи набеги жаловались власти Массилии. Задачей послов было изучить ситуацию на месте и «путём увещаний побудить варваров загладить вину свою». Миссия закончилась неудачей, так как лигуры сначала не давали послам высадиться, а потом напали на них, и Фламиний даже был ранен. Антиковеды полагают, что посол Луций Пупий и претор 183 года до н. э. — одно лицо.